# 渦 (細川俊夫)
管弦楽のための「渦」(うず)は、日本の作曲家、細川俊夫が作曲した管弦楽作品である。

## 作曲の経緯
作品はサントリーホール、ソチ・冬の国際芸術祭、エッセン・フィルハーモニーの共同委嘱による作品で、長年、細川と親交のあった準・メルクルの還暦を祝って作曲された。
初演は2019年11月28日にサントリーホールで行われた「サントリー芸術財団50周年記念 サントリーホール 作曲家の個展 II 2019 細川俊夫＆望月京」にて、杉山洋一指揮、東京都交響楽団によって世界初演された。

## 編成
作品の編成は弦打楽器が舞台の左右に分かれて配置されている。演奏時間は約21分。

### 木管楽器
フルート2 (ピッコロとアルト・フルート持ち替え)、オーボエ2 (イングリッシュホルン持ち替え)、クラリネット2 (バスクラリネット持ち替え)、ファゴット2 (コントラファゴット持ち替え)

### 金管楽器
ホルン2、トランペット2、トロンボーン2、テューバ

### 左側

#### 打楽器
グロッケンシュピール、ヴィブラフォン2、タムタム2、バスドラム、テンプルブロック5、風鈴8、ウォーターフォン2、ボンゴ4

#### 弦楽器
ハープ、弦楽合奏

### 右側

#### 打楽器
タムタム2、ボンゴ8、スネアドラム、バスドラム、風鈴8、ティンパニ上に置かれた磬子8、ウォーターフォン、テンプルブロック2

#### 鍵盤楽器
チェレスタ

#### 弦楽器
ハープ、弦楽合奏

### バンダ
ホルン、トランペット、トロンボーン

## 評価
作品は第68回尾高賞を受賞した。
選考評を書いた外山雄三は作品について、「濃密な内容をじっくり語り尽くそうという作者の率直なエネルギーが聴くものに迫る。様々な装飾を散りばめる可能性も存在した筈だが、それを全て捨てて、ただひたすら現在の思いを表白する道を選んだ。このような姿勢は、作者たちの理想としては常に存在しているはずだが、それを実現することは決して容易ではない。また率直さがしばし安易な表現と混同されがちであるが、そのような弱点も全く見出せない。(細川が)これから更に豊かな高みを目指して仕事をなさる筈だ、と期待は膨らむばかりである。」と評価した。
また同様に選考評を書いた片山杜秀は作品について、オーケストラの配置や音響自体が一つの渦をなしているとした上で「この大渦の連鎖から、われわれは世界の諸相を聴きとれるでしょう。秩序ある渦にケプラーの思い描いた宇宙のようなこの世界の荘厳さを感じ取れるかもしれませんし、無秩序な渦に津波の災禍の痛みを思うかもしれませんし、ユートピア的な音の渦に巻き込まれながら救済を願うでしょう。」と評価した。